# Sara Olsvig
Sara Olsvig (født 26. september 1978 i Nuuk) er en grønlandsk politiker. Hun var formand for Inuit Ataqatigiit 2014 til 2018, og medlem af Folketinget fra 2011 til 2015. Den 29. otober 2018 meddelte Olsvig, at hun trækker sig fra partiformandsposten og forlader politik med virkning fra 5. november.
Olsvig er bachelor fra Grønlands Universitet og har en kandidatgrad i antropologi fra Københavns Universitet.
I 2011 blev Sara Olsvig medlem af Folketinget for Inuit Ataqatigiit og sad bl.a. i Udenrigspolitisk Nævn, og den 12. marts 2013 blev hun valgt til Inatsisartut (Grønlands Landsting) for Inuit Ataqatigiit. Hun fik det femte højeste personlige stemmetal: 1030 stemmer.2014 blev hun formand for Inuit Ataqatigiit, idet hun efterfulgte Kuupik Kleist. Samme år blev hun Grønlands minister for Sociale Anliggender, Familie, Ligestilling og Justitsvæsen. I 2015 genopstillede hun ikke til folketingsvalget.

## Eksterne links
- Sara Olsvig på Folketingets hjemmeside
- iafolketingimi.dk Arkiveret 6. august 2020 hos  Wayback Machine
- ia.gl/sara-olsvig
- twitter.com/SaraOlsvig
- facebook.com/IAsaraolsvig